# Ophiomyia caribbea
Ophiomyia caribbea är en tvåvingeart som beskrevs av Spencer 1973. Ophiomyia caribbea ingår i släktet Ophiomyia och familjen minerarflugor. Inga underarter finns listade i Catalogue of Life.